# 옛날에 이 길은
《옛날에 이 길은》은 한국방송공사 2TV 특집드라마이다.

## 제작진
- 극본 : 윤혁민
- 연출 : 이정훈

## 출연진
- 정애리
- 조경환
- 김윤경
- 권기선
- 이지형
- 조양자
- 남윤정
- 선동혁
- 민욱
- 김주호
- 권익규